# Lučinci
Lučinci is een plaats in de gemeente Velika in de Kroatische provincie Požega-Slavonië. De plaats telt 68 inwoners (2001).